# Epidiaspis tillandsiae
Epidiaspis tillandsiae är en insektsart som beskrevs av Sadao Takagi och Tippins 1972. Epidiaspis tillandsiae ingår i släktet Epidiaspis och familjen pansarsköldlöss. Inga underarter finns listade i Catalogue of Life.